# Nanno Jakob Kruizinga

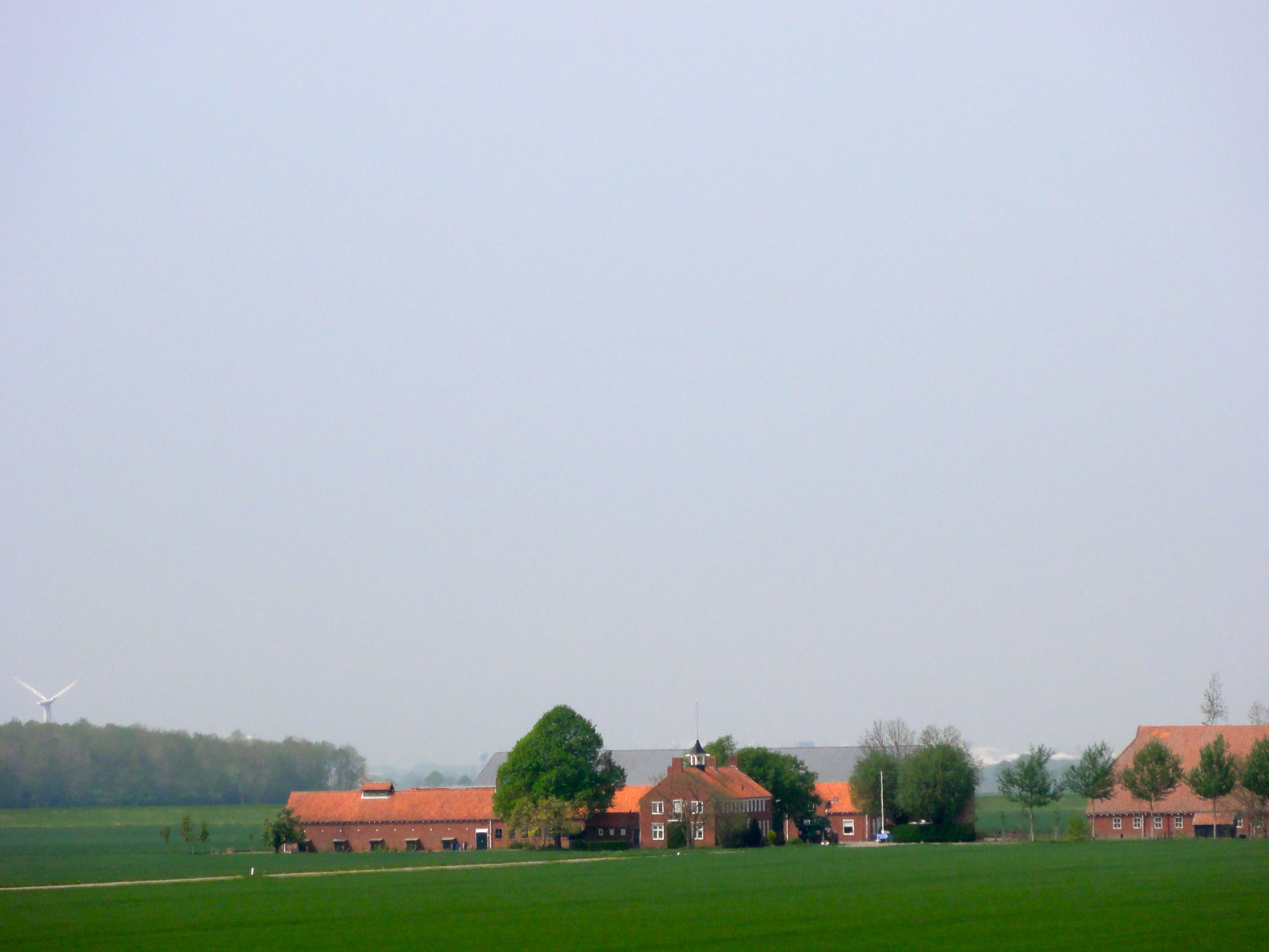
Het door Kruizinga ontworpen complex in de Johannes Kerkhovenpolder, dat aangemerkt is als rijksmonument in het kader van herrezen Nederland

Nanno Jakob Kruizinga (ook Nanno Jacob) (Oostwold, 27 mei 1892 - Rijswijk, 15 april 1964) was een Nederlandse architect.

## Leven en Werk
Kruizinga werd in 1892 in Oostwold geboren als zoon van een timmerman en latere architect Jakob Kruizinga en van Bouwina Catharina Smith. Kruizinga werd, evenals zijn vader en zijn oom Geert Kruizinga, architect. In het begin van de jaren twintig van de 20e eeuw was Kruizinga werkzaam als architect bij het ingenieursbureau Bakker & Meyboom te Batavia in Nederlands-Indië. Hij ontwierp er bijvoorbeeld in 1922 het landhuis ‘Gandjoeran’ in Jogjakarta. In de jaren dertig studeerde hij af aan de Technische Hogeschool Delft als bouwkundig ingenieur. In 1938 werd hij toegelaten als lid van de Bond van Nederlandse Architecten. Na de Tweede Wereldoorlog ontwierp hij het monumentale gebouwencomplex in de  Johannes Kerkhovenpolder, dat in 2007 werd aangewezen als rijksmonument in het kader van het naoorlogse herrezen Nederland. In Ophemert herbouwde hij het tijdens de Tweede Wereldoorlog verwoeste schip van de Sint-Lambertuskerk in een gotiserende stijl. Ook de, eveneens tijdens deze oorlog verwoeste, vroeg-15e-eeuwse Sint-Victorkerk van Wamel werd door hem en zijn collega Korswagen gerestaureerd, Korswagen voltooide ook de door Kruizinga begonnen restauratie van de Sint-Victorkerk van Dreumel.
Kruizinga woonde in het Zuid-Hollandse Rijswijk, waar hij in april 1964 op 71-jarige leeftijd overleed.